# Ø̌
Cette page contient des caractères spéciaux ou non latins. S’ils s’affichent mal (▯, ?, etc.), consultez la page d’aide Unicode.
Ø̌ (minuscule : ø̌), appelé O barré obliquement caron ou O barré obliquement antiflexe, est une lettre utilisé dans l’écriture du koonzime et du mfumte.
Elle est formée de la lettre O barré obliquement diacritée d’un caron.

## Représentations informatiques
Le O barré obliquement caron peut être représente avec les caractères Unicode suivants :
- décomposé (latin de base, diacritiques)[1],[2] :

| formes    | représentations | chaînes de caractères | points de code | descriptions                                                  |
| --------- | --------------- | --------------------- | -------------- | ------------------------------------------------------------- |
| capitale  | Ø̌               | Ø◌̌                    | U+00D8 U+030C  | lettre majuscule latine o barré obliquement diacritique caron |
| minuscule | ø̌               | ø◌̌                    | U+00F8 U+030C  | lettre minuscule latine o barré obliquement diacritique caron |